# Municipio de Osage (Iowa)
El municipio de Osage (en inglés: Osage Township) es un municipio ubicado en el condado de Mitchell en el estado estadounidense de Iowa. En el año 2010 tenía una población de 3934 habitantes y una densidad poblacional de 90,98 personas por km².

## Geografía
El municipio de Osage se encuentra ubicado en las coordenadas 43°17′18″N 92°48′0″O / 43.28833, -92.80000. Según la Oficina del Censo de los Estados Unidos, el municipio tiene una superficie total de 43.24 km², de la cual 43,24 km² corresponden a tierra firme y (0 %) 0 km² es agua.

## Demografía
Según el censo de 2010, había 3934 personas residiendo en el municipio de Osage. La densidad de población era de 90,98 hab./km². De los 3934 habitantes, el municipio de Osage estaba compuesto por el 98,2 % blancos, el 0,25 % eran afroamericanos, el 0,1 % eran amerindios, el 0,31 % eran asiáticos, el 0,51 % eran de otras razas y el 0,64 % eran de una mezcla de razas. Del total de la población el 1,27 % eran hispanos o latinos de cualquier raza.